# Miki Yahata
Miki Yahata (Taishi, 30 luglio 1990) è un'ex pallavolista giapponese.
Giocava nel ruolo di schiacciatrice.

## Carriera
La carriera di Miki Yahata inizia a livello scolastico, nella squadra del Liceo Shitennoji. Fa il suo esordio da professionista ingaggiata nella stagione 2009-10 dalle NEC Red Rockets, con le quali prende parte alle V.Premier League: nella stagione 2014-15 si aggiudica i primi trofei della sua carriera, vincendo lo scudetto ed il V.League Top Match, per poi ritirarsi al termine dell'annata.

## Palmarès

### Club
- Campionato giapponese: 1

2014-15
- / V.League Top Match: 1

2015